# Marolles-en-Hurepoix
Marolles-en-Hurepoix – miejscowość i gmina we Francji, w regionie Île-de-France, w departamencie Essonne.
Według danych na rok 1990 gminę zamieszkiwało 4126 osób, a gęstość zaludnienia wynosiła 638 osób/km² (wśród 1287 gmin regionu Île-de-France Marolles-en-Hurepoix plasuje się na 362. miejscu pod względem liczby ludności, natomiast pod względem powierzchni na miejscu 584.).